# Vincenzo Del Prato
Vincenzo Del Prato (...) è uno scenografo italiano.

## Carriera
Ha partecipato a 16 film dagli anni 1950 agli anni 1980, soprattutto con il regista Alberto Lattuada (10 film). Nel 1969 ha firmato la scenografia del film La caduta degli Dei per la regia di Luchino Visconti.

## Filmografia
- La passeggiata (1953), regia di Renato Rascel, (arredatore)
- La tempesta (1958), regia di Alberto Lattuada, (assistente scenografo)
- Gastone (1960), regia di Mario Bonnard, (architetto-scenografo)
- Fantasmi a Roma (1961), regia di Antonio Pietrangeli, (scenografo)
- Matchless (1967), regia di Alberto Lattuada, (architetto-scenografo)
- La caduta degli Dei (1969), regia di Luchino Visconti, (scenografo)
- Venga a prendere il caffè... da noi (1970), regia di Alberto Lattuada, (architetto-scenografo)
- Cose di Cosa Nostra (1971), regia di Steno, (architetto-scenografo)
- Bianco, rosso e... (1972), regia di Alberto Lattuada, (architetto-scenografo)
- Sono stato io! (1973), regia di Alberto Lattuada, (scenografo e costumista)
- Le farò da padre (1974), regia di Alberto Lattuada, (architetto-scenografo)
- Cuore di cane (1976), regia di Alberto Lattuada, (scenografo)
- Giovannino (1976), regia di Paolo Nuzzi, (scenografo)
- La cicala (1980), regia di Alberto Lattuada, (architetto-scenografo)
- Una spina nel cuore (1986), Alberto Lattuada, (scenografo)
- Due fratelli (1988), Miniserie televisiva, regia di Alberto Lattuada, (scenografo)